# Humbert Achamer-Pifrader
Hubert Victor Emanuel Achamer-Pifrader, ursprungligen Pifrader, född 21 november 1900 i Schönau i Teplitz, Böhmen, död 25 april 1945 i Linz, Österrike, var en tysk jurist och SS-Oberführer. Han var befälhavare för Einsatzgruppe A från september 1942 till september 1943.
Achamer-Pifrader blev 1931 medlem av österrikiska NSDAP och inträdde i SS 1935. I början av september 1942 utsågs han till befälhavare för Einsatzgruppe A som följde efter Armégrupp Nord och begick massmord på i huvudsak judar. Efter ett år inom Einsatzgruppen verkade han vid Reichssicherheitshauptamt, Nazitysklands säkerhetsministerium.
Humbert Achamer-Pifrader omkom vid ett luftangrepp mot Linz.